# Try to Remember
"Try to Remember" is een lied over nostalgie uit de musical komedie The Fantasticks (1960). Het is het eerste nummer dat in de voorstelling wordt gespeeld en moedigt het publiek aan om zich voor te stellen wat de beperkte bezetting suggereert. De tekst werd geschreven door de Amerikaanse tekstschrijver Tom Jones, terwijl Harvey Schmidt de muziek componeerde.